# Armand Rendu
Pour les articles homonymes, voir Rendu (homonymie).
Armand Rendu est un archiviste, historien et homme politique français né le 24 février 1844 à Paris, où il est mort le 8 février 1905.

## Biographie
Fils d'un avoué près le tribunal civil de la Seine, il est le petit-neveu d'Ambroise Rendu et le neveu de Louis de Mas Latrie. Par sa mère, Marie Henriette Adèle Fournier, il se rattache à une famille de notaires de Maignelay (Oise). Son grand-père, Rémy Fournier, avait été maire de cette commune et membre du conseil général du département.
Diplômé de l'École impériale des chartes en 1868 grâce à une thèse intitulée Seigneurie du roi de France sur la république de Gênes (1396-1409), licencié en droit, Armand Rendu est successivement archiviste départemental de l'Oise, puis de la Somme.
Rompant avec les traditions de sa famille, adepte d'un catholicisme aux accents jansénistes, il adhère à la franc-maçonnerie. Conseiller général de l'Oise, il est élu député de Clermont en 1898, avec le soutien de la gauche.
Il siège avec les radicaux au Palais Bourbon jusqu'en 1902 où, battu par un candidat de centre-droit, il se retire de la vie politique. 

### Sources
- « Armand Rendu », dans le Dictionnaire des parlementaires français (1889-1940), sous la direction de Jean Jolly, PUF, 1960 [détail de l’édition]